# Pyrgotina tephritoides
Pyrgotina tephritoides är en tvåvingeart som först beskrevs av Friedrich Georg Hendel 1914.  Pyrgotina tephritoides ingår i släktet Pyrgotina och familjen Pyrgotidae. Inga underarter finns listade i Catalogue of Life.